# Emil Lyng
 (juin 2024).
Emil Lyng, né à Kolding le 3 août 1989, est un joueur de football danois qui évolue comme milieu de terrain offensif droit. Il joue depuis 2017 au KA Akureyri.
Il compte un titre de champion de France à son palmarès, avec le LOSC Lille en 2011, grâce au seul match qu'il dispute avec les lillois en début de saison avant de partir en prêt au FC Nordsjælland.

## Carrière
Emil Lyng est formé au Kolding FC, le club de sa ville natale, jusqu'en 2006. Il passe alors à l'AGF Århus, dont il intègre le noyau de l'équipe première en janvier 2008. Il ne joue aucun match officiel avec cette équipe avant d'être recruté par le LOSC Lille durant l'été. Au cours de sa première saison en France, il ne monte au jeu que lors de quatre rencontres avec l'équipe première, jouant la majeure partie de la saison avec les réserves en Championnat de France amateur (CFA). Son premier match est un déplacement à l'Olympique lyonnais le 18 octobre 2008. Jamais appelé dans le noyau A la saison suivante, il est prêté pour six mois au club belge de Zulte Waregem en janvier 2010. Il joue son premier match en Belgique le 7 février 2010 face au FC Bruges, au cours duquel il inscrit le premier but de son équipe après seulement neuf minutes de jeu. Il joue au total quatorze rencontres en Jupiler Pro League mais n'inscrit pas d'autres buts.
Emil Lyng retourne ensuite à Lille et joue un match en début de saison 2010-2011 puis retourne dans l'équipe réserve. En janvier 2011, il est de nouveau prêté, cette fois au FC Nordsjælland, au Danemark. Le club remporte la Coupe du Danemark mais Lyng ne joue pas la finale. Il remporte néanmoins un premier titre officiel, celui de champion de France, grâce au match qu'il a disputé avec Lille en début de saison.
Barré dans l'effectif lillois, il quitte le club pour rejoindre Lausanne-Sport, dans la Super League suisse. Il ne joue que cinq morceaux de matches avec le club puis est relégué dans le noyau B. Cependant, il remporte le prestigieux tournoi de Maspalomas en marquant le penalty décisif pour le Lausanne-Sports. Après un an, son contrat est résilié d'un commun accord et il se retrouve sans club. Le 4 février 2013, il signe un contrat d'un an et demi au Esbjerg fB, en Superligaen.

## Palmarès
- Champion de France en 2011 avec le LOSC Lille.

Vainqueur du tournoi de Maspalomas en 2011 avec Lausanne

## Statistiques
| Saison                | Club                  | Championnat           | Championnat | Championnat | Coupe(s) nationale(s) | Coupe(s) nationale(s) | Compétition(s) continentale(s) | Compétition(s) continentale(s) | Compétition(s) continentale(s) | Total | Total |
| Saison                | Club                  | Division              | M.          | B.          | M.                    | B.                    | Comp.                          | M.                             | B.                             | M.    | B.    |
| 2007-2008             | AGF Århus             | Superligaen           | 0           | 0           | 0                     | 0                     | -                              | -                              | -                              | 0     | 0     |
| 2008-2009             | LOSC Lille            | Ligue 1               | 4           | 0           | 0                     | 0                     | -                              | -                              | -                              | 4     | 0     |
| 2009-2010             | LOSC Lille            | Ligue 1               | 0           | 0           | 0                     | 0                     | -                              | -                              | -                              | 0     | 0     |
| 2009-2010             | SV Zulte Waregem      | Jupiler Pro League    | 14          | 1           | 0                     | 0                     | -                              | -                              | -                              | 14    | 1     |
| 2010-2011             | LOSC Lille            | Ligue 1               | 1           | 0           | 0                     | 0                     | -                              | -                              | -                              | 1     | 0     |
| 2010-2011             | FC Nordsjælland       | Superligaen           | 4           | 1           | 0                     | 0                     | -                              | -                              | -                              | 4     | 1     |
| 2011-2012             | Lausanne-Sport        | Super League          | 5           | 0           | 2                     | 0                     | -                              | -                              | -                              | 7     | 0     |
| 2012-2013             | Esbjerg fB            | Superligaen           | 1           | 0           | 1                     | 0                     | -                              | -                              | -                              | 2     | 0     |
| 2013-2014             | Esbjerg fB            | Superligaen           | 18          | 2           | 1                     | 0                     | LE                             | 8                              | 0                              | 27    | 2     |
| 2014-2015             | Esbjerg fB            | Superligaen           | 16          | 2           | 4                     | 1                     | LE                             | 2                              | 0                              | 22    | 3     |
| 2015-2016             | Esbjerg fB            | Superligaen           | 12          | 0           | 0                     | 0                     | -                              | -                              | -                              | 12    | 0     |
| 2016-2017             | Silkeborg IF          | Superligaen           | 18          | 0           | 2                     | 3                     | -                              | -                              | -                              | 20    | 3     |
| Total sur la carrière | Total sur la carrière | Total sur la carrière | 93          | 6           | 10                    | 4                     | -                              | 10                             | 0                              | 113   | 10    |